# Férfi 400 méteres vegyesúszás az 1974-es úszó-Európa-bajnokságon
Az  1974-es úszó-Európa-bajnokságon a férfi 400 méteres vegyesúszás versenyeit augusztus 20-án rendezték. A versenyszámban 16-an indultak. A győztes a magyar Hargitay András lett világcsúccsal. A másik magyar induló Sós Csaba az ötödik helyen végzett.

## Rekordok
|              | Név             | Nemzet       | Idő     | Helyszín | Dátum               |
| ------------ | --------------- | ------------ | ------- | -------- | ------------------- |
| Világcsúcs   | Gary Hall       | USA          | 4:30,81 | Chicago  | 1972. augusztus 3.  |
| Európa-csúcs | Hargitay András | Magyarország | 4:31,11 | Belgrád  | 1973. szeptember 5. |

A versenyen új rekord született:
| Európa-bajnoki csúcs | selejtező | Hargitay András | Magyarország | 4:35,70 | Bécs, Ausztria | augusztus 20. |
| világcsúcs           | döntő     | Hargitay András | Magyarország | 4:28,89 | Bécs, Ausztria | augusztus 20. |

## Eredmények
A rövidítések jelentése a következő:
| - Q: továbbjutás időeredmény alapján - ECR: Európa-bajnoki rekord | - WR: világ rekord - ER: Európa-rekord | - NR: országos rekord |

### Selejtezők
| Helyezés | Futam | Név                   | Nemzet             | Idő     | Megj.  |
| -------- | ----- | --------------------- | ------------------ | ------- | ------ |
| 1        | 3     | Hargitay András       | Magyarország       | 4:35,70 | Q, ECR |
| 2        | 2     | Christian Lietzmann   | NDK                | 4:36,91 | Q      |
| 3        | 3     | Andrej Szmirnov       | Szovjetunió        | 4:37,19 | Q      |
| 4        | 1     | Jörg Walter           | NDK                | 4:39,63 | Q      |
| 5        | 1     | Szergej Zaharov       | Szovjetunió        | 4:39,76 | Q      |
| 6        | 2     | Sós Csaba             | Magyarország       | 4:39,52 | Q      |
| 7        | 3     | Bengt Gingsjö         | Svédország         | 4:41,56 | Q      |
| 8        | 1     | Hans-Joachim Geisler  | NSZK               | 4:43,03 | Q      |
| 9        | 3     | Lorenzo Marugo        | Olaszország        | 4:43,83 |        |
| 10       | 2     | James Carter          | Egyesült Királyság | 4:44,20 |        |
| 11       | 1     | Gunnar Gundersen      | Norvégia           | 4:44,89 |        |
| 12       | 2     | François Deley        | Belgium            | 4:47,58 |        |
| 13       | 3     | Günter Neubert        | NSZK               | 4:55,64 |        |
| 14       | 1     | Evangelosz Koszkinasz | Görögország        | 5:16,73 |        |
| 15       | 2     | Francis White         | Írország           | 5:18,42 |        |
| 16       | 3     | Desmond Coyle         | Írország           | 5:21,20 |        |

### Döntő
| Helyezés | Név                  | Nemzetiség   | Idő     | Megj. |
| -------- | -------------------- | ------------ | ------- | ----- |
|          | Hargitay András      | Magyarország | 4:28,89 | WR    |
|          | Christian Lietzmann  | NDK          | 4:30,32 |       |
|          | Andrej Szmirnov      | Szovjetunió  | 4:32,48 |       |
| 4        | Szergej Zaharov      | Szovjetunió  | 4:35,60 |       |
| 5        | Sós Csaba            | Magyarország | 4:36,23 |       |
| 6        | Hans-Joachim Geisler | NSZK         | 4:38,81 |       |
| 7        | Jörg Walter          | NDK          | 4:40,79 |       |
|          | Lorenzo Marugo       | Olaszország  |         | DQ    |